# Parapsidium
Parapsidium (l.mn. parapsidia; także scapula, l. mn. scapulae, ang. parapside) – część śródtułowia owadów z rzędu błonkówek.
Parapsidium stanowi boczny płat, boczną powierzchnię lub boczny skleryt tarczy śródtułowia i wchodzi w skład alinotum (grzbietowa część skrzydłotułowia). Od środkowego płata tarczy parapsidia oddzielone są szwami, bruzdami lub liniami parapsydialnymi albo za pomocą notauli. Z boków wygraniczone mogą być od preaxillae przez listewki paraskutalne (ang. carinae parascutalis). Z tyłu ich granicę stanowi szew tarczkowy (skutoskutellarny, transskutellarny).